# 2022 GV6
2022 GV6은 해왕성 바깥 천체이다. 한국천문연구원의 KMTNet을 이용해 처음 발견되었으며 발견자는 한국천문연구원의 정안영민이다. 2021년과 2022년 KMTNet에서 발견한 자료와 2019년, 2014년, 2007년에 관측된 자료를 사전 발견한 것을 종합한 결과 공전 주기는 약 1,538년으로 추측된다.